# Dominic Ignatius Ekandem
Dominic Ignatius Ekandem (Obio Ibiono, 23 de juny de 1917 - Abuja , 24 de novembre de 1995) va ser un cardenal i arquebisbe catòlic nigerià.

## Biografia
Va néixer a Obio Ibiono el 23 de juny de 1917.
Va rebre l'ordenació sacerdotal el 7 de desembre de 1947, esdevenint el primer sacerdot originari de l'antiga província de Calabar.

### Ministeri episcopal
El 7 d'agost de 1953, el papa Pius XII el va nomenar bisbe auxiliar de Calabar i bisbe titular de Geràpolis d'Isauria. El 7 de febrer de 1954 va rebre la consagració episcopal de mans de Monsenyor James Moynagh.
L'1 de març de 1963, el papa Pau VI el va nomenar bisbe d'Ikot Ekpene i el va elevar al rang de cardenal en el consistori del 24 de maig de 1976, amb el títol de cardenal prevere de San Marcello i esdevenint el primer cardenal nigerià.
El 1981 va ser superior de la missió d'Abuja fins a esdevenir arquebisbe el 19 de juny de 1989.
Va promoure la creació d'una societat missionera a Nigèria (l'actual Societat Missionera de Sant Pau).
Va morir el 24 de novembre de 1995 a l'edat de 78 anys.